# Казахстанско-таджикистанские отношения
Казахстанско-таджикистанские отношения — двусторонние дипломатические отношения между Республикой Казахстан и Республикой Таджикистан. Установлены 7 января 1993 года. Обе страны ранее были советскими республиками. Теперь они взаимодействуют в рамках таких региональных и международных организаций, как ООН, СНГ, ОДКБ, ШОС.

## История
Посольство Таджикистана действует в Астане с июня 1993 года. Дипломатическое представительство Казахстана в Душанбе функционирует с апреля 1998 года, однако статус посольства оно получило в январе 2001 года. Официальное открытие посольства Казахстана в Таджикистане состоялось 5 октября 2002 года при участии президента Казахстана Нурсултана Назарбаева.
Глава Таджикистана Эмомали Рахмон посещал столицу Казахстана с официальным визитом в 1993 году. В ходе этого визита был подписан Договор об основах отношений между Республикой Таджикистан и Республикой Казахстан. Следующие визиты лидера Таджикистана в Казахстан состоялись в 1995 и 2008 годах. Официальные визиты Президента Казахстана Нурсултана Назарбаева в Таджикистан состоялись в июне 2000 года и сентябре 2007 года.
В 1995 году была основана Межправительственная комиссия по торгово-экономическому сотрудничеству. Заседания комиссии, прошедшие в 1998, 2001, 2004, 2006, 2007, 2008, 2009, 2010, 2011 годах в столицах Казахстана и Таджикистана, сыграли немаловажную роль в отношениях двух стран.
Договорно-правовая база сотрудничества Таджикистана и Казахстана состоит из 75 документов, подписанных в период с 1993 года по 2011 год, 50 из них действуют и охватывают большинство сфер взаимодействия между странами.

## Экономическое сотрудничество
Таджикистан поставляет в Казахстан электроэнергию, хлопок, алюминиевые изделия, текстильные материалы. Таджикистан закупает у Казахстана зерно, мучные изделия, нефтепродукты. В 2007 году, в ходе визита Нурсултана Назарбаева в Душанбе была достигнута договорённость о создании Казахстанско-таджикского фонда прямых инвестиций.
В 2013 году товарооборот между республиками превысил 700 млн долларов США. Было объявлено о желании довести этот показатель до миллиарда долларов.

## Списки послов

### Послы Казахстана в Таджикистане
1. Аманжол Жанкулиев (2001—2003)
2. Ерлан Абильдаев (2004—2008)
3. Абуталип Ахметов (2008—2010)
4. Агыбай Смагулов  (2011—2016)
5. Нурлан Сейтимов (29 марта 2016 — 17 января 2019)
6. Аскар Тажибаев (18 марта 2019 — 15 марта 2022)
7. Валихан Туреханов (15 марта 2022—н. в.)

### Послы Таджикистана в Казахстане
1. Саид Шарифович Шарифов (1993—1996)
2. Саъдулло Эргашевич Неъматов (1996—2000)
3. Акбаршо Искандаров (2001—2007)
4. Бахром Махмадназарович Холназаров (2007—2014)
5. Назирмад Ализода (2014—2019)
6. Ибодзода Хайрулло (14 января 2019 — н. в.)